# Дзвонковое
Дзвонково́е (укр. Дзвінкове́) — село, входит в Васильковский район Киевской области Украины.
Население по переписи 2001 года составляло 135 человек. Телефонный код — .

## Местный совет
08620, Київська обл., Васильківський р-н, с.Дзвінкове, вул.Грушевського,3  (укр.)